# Beure
Beure is een gemeente in het Franse departement Doubs (regio Bourgogne-Franche-Comté). De plaats maakt deel uit van het arrondissement Besançon. Beure telde op 1 januari 2022 1.342 inwoners.

## Geografie
De oppervlakte van Beure bedraagt 3,99 vierkante kilometer; de bevolkingsdichtheid is 337 inwoners per km² (per 1 januari 2019).

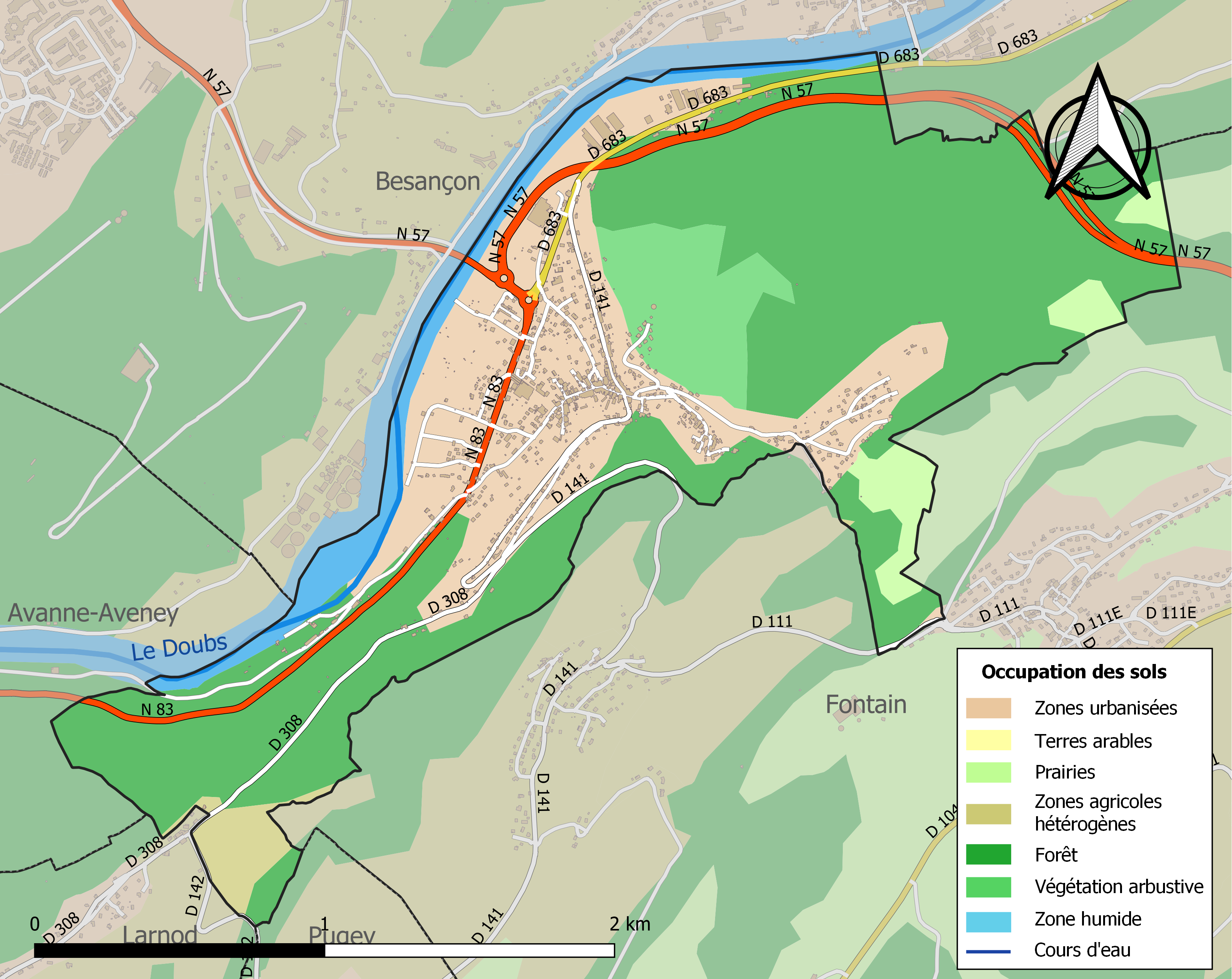

## Demografie
Onderstaande figuur toont het verloop van het inwonertal (bron: INSEE-tellingen).